# Bitka za Travnik 1993.
Bitka za Travnik bila je bitka Hrvata Srednje Bosne u obrani od bošnjačke agresije na prostore Travnika i travničkog kraja naseljene Hrvatima.

## Prije napada
Premda u početku se zajedno brane od velikosrpskog agresora, dio bošnjačkog vodstva imalo je zadnje namjere. Dolazak bošnjačkih kadrova KOS-a JNA podrijetlom iz Sandžaka, i uklanjanje svih koji su bili za suradnju s Hrvatima, značio je početak prekretnice u odnosima. KOS-ovci su stvorili utjecajni lobby preko koga je KOS snažno utjecao na muslimane u BiH, galvanizirane jugoslavenstvom. Prije rata bošnjački KOS-ovci pratili su aktivnosti oko osnivanja HDZ, preko razvijenih obiteljskih i profesionalnih veza pratili formiranje prvih postrojbi ZNG-a, njihovo naoružavanje, planove uporabe tih postrojbi, aktivnostima HDZ-a i tamošnjeg kriznog stožera na obrambenim pripremama, nepoznata udjela u naoružavanju pobunjenih Srba te poslije u agresiji na Hrvatsku 1991. i 1992. dotad obavještajno (aktivnosti protiv hrvatske vlasti poput snimanja filma, sličnog onom kakav je napravljen s Martinom Špegeljem) i bojno aktivnim na ratištima po Hrvatskoj, situacija postaje sve gora. Da bi odanost Bosni i Hercegovini i tobožnji pad u srpsku nemilost bio uvjerljiviji, plasiraju informacije da su u prijelaznom razdoblju skrivali se od JNA zbog stvaranja patriotske lige. Novi ljudi u bošnjačkom oružanom vodstvu stvaraju napetosti s Hrvatima kojih nije bilo. Premda je uskopaljski kraj preplavljen kao posljedica srpske agresije i narušavanja demografske strukture zbog velikog hrvatskog izbjeglištva i dolaska na ovo područje iznimno velikog broja Muslimana protjeranih od Srba. Dotadašnji pitomci Ace Vasiljevića postaju vodeći u ABiH i stranačkoj vojsci SDA Patriotskoj ligi.
Događaji prije sukoba potvrđuju da je ciljano uklonjeno zapovjedno osoblje ABiH koje je htjelo surađivati s HVO. Nakon sukoba 23. listopada 1992. godine kod Prozora, kad su pripadnici Armije BiH iz zasjede kod sela Dobrošin ubili četvoricu pripadnika HVO-a, ramskim postrojbama Armije BiH u pomoć su krenule postrojbe iz Konjica, Jablanice i Uskoplja. Međutim, pripadnici Armije BiH iz ramskih sela Lapsunj, Lug, Varvara i Kovačevo Polje odbili su zapovijed Muharema Šabića da napadnu HVO i položili su oružje.
Dana 25. veljače Sefer Halilović u „Direktivi za obranu suvereniteta i integriteta BiH napisanoj 25. veljače 1992.“ kao primarni cilj Patriotske lige odredio “zaštitu muslimanskog naroda”, ne spominjući Hrvate i “očuvanje integriteta i cjelovitosti BiH”. Među neprijateljske snage uvrstio je “snage SDS-a”, ali i “ekstremne snage HDZ-a”, premda je još uvijek bio upitan opstanak Hrvatske, kako su pokazali srpski protunapadi u Hrvatskoj nakon Operacije Maslenica, a kamoli nekakvo ugrožavanje muslimanskog naroda.
Muslimanska postrojba, koja je bila stacionirana u selu Mehurići oružano je, neposredno nakon srpskog raketiranja grada Zenice, kojeg su izveli borbenim zrakoplovima, napala mještane sela Orlice, općina Travnik srpske nacionalnosti i za njihovu sudbinu se od tada ništa pouzdano ne zna.
Muslimani ubijaju i četvoricu mladih Srba iz Trnovca kod Novog Travnika i ubrzavaju njihov odlazak prema Donjem Vakufu. U isto vrijeme iz ovog grada, isto tako masovno, odlaze Bošnjaci uglavnom prema Novom Travniku i zauzimaju srpske stanove u ovom gradu. Lokalna Policijska postaja im pravi nove osobne dokumente na novim adresama što je, očigledno, dio dogovora bošnjačke i srpske strane.
Muslimansko je vodstvo u Sarajevu mimo Hrvata radilo na aranžmanu s tzv. JNA pokušavajući ju pretvoriti u nekakvu vojsku BiH, dok su srednjobosanske hrvatske snage u toj najosjetljivijoj fazi rata bile ključne u zaustavljanju srpskih paravojnih snaga na Komaru, Mravinjcu i Vlašiću.
Za to vrijeme Hrvatsko vijeće obrane se ubrzano organizira i postrojava prve postrojbe diljem općina središnje Bosne jasnom odlučnošću da obrani svoja ognjišta. Zborno područje HVO Vitez na proljeće 1992. godine oslobodio je bez borbe vojarnu u Travniku i drugdje po Srednjoj Bosni (Busovača, Novi Travnik, Kiseljak, Vitez).  
Te postrojbe, iskustvom rata iz Hrvatske, krajem travnja i početkom svibnja 1992. godine prisiljavaju tzv. JNA da napusti vojarne „Draga“ i „Kaonik“ kod Busovače, vojarnu „Stojkovići“ pored Novoga Travnika i „Petar Mećava“ u Travniku. Te vojarne su napuštene dogovorom i bez borbe, a samo su postrojbe HVO-a iz Viteza oružanom akcijom zauzele skladište oružja u Slimenima kod Travnika. U tim sukobima smrtno su stradali Ilija Petrović i Josip Kurevija, pripadnici HVO-a Vitez. Za odmazdu tzv. JNA iz zrakoplova raketira Busovaču pri čemu su tri civila poginula a 10 civila i vojnika HVO-a ranjeno.
U travnju 1992. pripadnici tzv. JNA i srpskih paravojnih postrojbi otpočeli su oružane napade na civilno pučanstvo općine Travnik i to na one dijelove općine na kojima su, u većini, živjeli Hrvati i Muslimani. Napadi, uglavnom granatiranje po civilnim ciljevima u gradu i selima, su dolazili s područja planine Vlašić s obzirom na to da on, svojom nadmorskom visinom, dominira širim prostorom. U istom vremenu pripadnici srpskih paravojnih snaga i tzv. JNA napadaju civilno pučanstvo i ostalih prostora Središnje Bosne.
Na te ozbiljne srpske prijetnje HVO općine Travnik i pripadnici postrojbi Zbornog područja HVO-a Vitez odgovara uspostavom obrambene linije na padinama planine Vlašić u smjeru sjeverozapad - jugoistok u dužini od oko 60 km. Otpočele su danonoćne borbe s pripadnicima združenih srpskih snaga, koje su sačinjavali pripadnici tzv. JNA i raznih srpskih paravojnih postrojbi. U tim borbama je došlo do velikog broja žrtava na obje strane.
Nakon 6. svibnja 1992. kada nakon teških i mukotrpnih pregovora i posljednji pripadnici tzv. JNA napuštaju Travnik i odlaze u pravcu sjevera, prema platou planine Vlašića, u vojarnu zajednički ulaze pripadnici HVO-a i TO-a, a na ulazu u vojarnu se postavljaju zastave hrvatskog i muslimanskog naroda. Objekti vojarne su bili očuvani, ali opljačkani i minirani.
Tako nije bilo kod preuzimanje vojarne „Kaonik“ kod Busovače koja je bila povod za prve sukobe između Hrvata i Muslimana. Muslimani nisu sudjelovali u preuzimanju vojarne, ali su tražili oružje. To će se ponoviti i početkom svibnja 1992. nakon što su pripadnici HVO-a iz Viteza zauzeli Slimena. Muslimani, unatoč tome što nisu sudjelovali u borbama, traže podjelu oružja po svojim kriterijima. Svoje zahtjeve su pokušavali ostvariti nasilno.
Dana 14. svibnja 1992. HVO je napao srpske položaje na Vlašiću i privremeno ovladao strateški izuzetno važnom Galicom, kotom s koje se kontrolirala cijela Lašvanska dolina i šire. Znajući da je to izuzetna zadaća HVO je prije toga pozvao muslimanske vojne čelnike da im se u toj operaciji pridruže, što je iz Travnika odbijeno i to je bila prva izdaja s muslimanske strane. Nakon što su nakon cjelodnevne borbe Srbi potisnuti prema unutrašnjosti Vlašića noć koja je uslijedila je iskorištena da se prestrukturiraju i osvježe brojnim snagama iz pravca Banja Luke. U ranu zoru narednog dana krenuli su u protunapad. Slabije, neiskusne i nedovoljno opremljene snage HVO bile su prisiljene da se povuku. U dijelu Galice koja je pokrivena ovčarskim katunom na spavanju je zatečeno 13 bojovnika koji su se našli u okruženju. Pripadnici združenih srpskih snaga su ih nakon predaje na brutalan način ubili i masakrirali. Ivo Martinović uspio je ranjen pobjeći samo do nekoliko stotina metara udaljenog Kika gdje je od suboraca pronađen mrtav. Srbi su tako sačuvali Galicu. Narednih dana i mjeseci odatle su bjesomučno topništvom i tenkovima tukli po civilima Travnika ali i Dolca, Novog Travnika i mnogih mjesta u Lašvanskoj dolini. Najčešće su to bile odmazde za pretrpljene gubitke na bilo kom dijelu bojišnice. Travnik je bio najčešća meta gdje je stradalo na desetine civila, brojni zatečeni u svojim stanovima jer prije toga nisu uspjeli doći do skloništa. S Galice se neselektivno sijala smrt za koju do danas nitko nije procesuiran a time ni odgovarao.
Dana 25. svibnja 1992. Sefer Halilović postavljen je za zapovjednika Republičkog stožera Teritorijalne obrana BiH, pod čijim zapovjedništvo je transformirana u Armiju BiH, a uskoro je imenovan načelnikom Glavnog stožera Armije RBiH i članom krnjeg Ratnog predsjedništva RBiH. Na diskusijama muslimanskog vodstva sudjelovao u stvaranju plana za naseljavanje muslimanskih prognanika na područja središnje Bosne i sjeverne Hercegovine gdje su Hrvati većina. U tom pravcu inicirao i sproveo plan dovođenja velikog broja muslimana u Lašvansku dolinu nakon pada Jajca i ostalih dijelova BiH.
Lipnja 1992. HVO je bez pomoći tzv. Armije BiH u susjednom Novom Travniku oslobodio tvornicu oružja Bratstvo. Tad je došlo do sukoba između HVO-a i tzv. Armije BiH jer su bošnjačko-muslimanski vojnici smatrali da im dio oružja pripada.
U lipnju 1992. godine izbijaju prvi incidenti između hrvatskih i bošnjačkih postrojbi u kojima je nekoliko poginulih i ranjenih vojnika na obje strane. Dok su „Bušići“ iz Uskoplja ratovali sa srpskom vojskom 20. lipnja u Uskoplju bošnjačke snage postavljaju punktove na kojima su zaustavljali i maltretirali Hrvate.
Kolovoza 1992. godine srpski agresor pokušava za svoje ciljeve iskoristiti sukobe između Hrvata i Muslimana. S obližnjeg Vukovskog polja gađaju to područje topovima, a tenkovima sa Sivera. 15. kolovoza bila je snažna Gospojinska ofenziva Armije bosanskih Srba u jugoistočnoj Hercegovini kad je prijetio slom bojišta. Srpski agresor izveo je jak napad i na grad Uskoplje.  23. rujna 1992. godine, te pričinio veliku štetu na gradskim zgradama. Srpski napad na neko je vrijeme odgodio podle namjere bošnjačkog vodstva: protjerati Hrvate, zauzeti komunikaciju Bugojno-Uskoplje-Prozor-Rama-Jablanica da bi došli do Mostara i onda krenuli na jug, prema Neumu. 
Još prije pada Jajca vodstvo ABiH je planiralo ofenzive protiv Hrvata u središnjoj Bosni. 
Londonska konferencija kojoj je predsjedao lord Carrington trajala je od 26. do 28. kolovoza 1992. Ženevska konferencija započela je početkom rujna i njom su predsjedali Cyrus Vance i David Owen. Zaključci tih konferencija bili su takvi da se htjelo ohrabriti Srbe na njihovu vojnom pohodu, a kod Muslimana podržavala i učvršćivala ideja o BiH kao cjelovitoj suverenoj državi, no Hrvate se još onda predstavilo "kao agresore koji je žele dijeliti i dio pripojiti Hrvatskoj". Takav pristup vezao je ruke Hrvatskoj, jer nije mogla otići pomoći bosanskohercegovačkim Hrvatima. Stvorila se podloga bosanskohercegovačkim Muslimanima za vojno osvajanje prostora koji su prije bili pod kontrolom HVO-a.
Malo je poznato u javnosti da je Ustavni sud BiH etnički očišćen tako što je sastavljen isključivo od Muslimana, s isključenim legalno izabranim hrvatskim i srpskim sucima. Prvo su Bošnjaci, mimo svih procedura smijenili i imenovali podobne im članove, nasilno zamijenili Srbe, a poslije Hrvate iz tog Suda. Ustavni sud BiH u takvom sastavu proglasio je 14. rujna 1992. (ili približno tog dana) oružane snage Herceg Bosne tj. HVO za neustavnu vojsku, a Herceg Bosnu neustavnim. Na toj sjednici na kojoj je donesena odluka o Herceg Bosni, hrvatski suci, nisu dobili pozivnicu niti je ikako s njima uspostavljen kontakt za sudjelovanje na sjednici. 
Dvije godine poslije, sličnu izjavu to je tijelo ponovilo post-washingtonskog 20. siječnja 1994. godine, nakon obnovljena hrvatsko-bošnjačkog savezništva. Premda ovo nije pravnog moguće, da isto tijelo dva puta donosi identičnu odluku, niti logično, pokazale su se i potvrdile namjere bošnjačkog vrha.
Dana 20. listopada 1992. stvorili su se vojni preduvjeti za agresiju na Hrvate jer je rastući broj vojno sposobnih muslimanskih izbjeglica pridošlih ovamo bio organiziran, naoružan i uvježban za ofenzivne operacije. Nikad nije objašnjeno zašto takav borbeni motiv nisu imali za braniti svoje domove od Srba. Mudžahedini, pripadnici ABiH i naoružani izbjeglice bili su ubacivani u ključna sela u skupinama od po tri, četiri čovjeka. Ubačeni ljudi skrivani su po muslimanskim domovima ili po džamijama. Potkraj 1992. ABiH rasporedila je veći broj svojih borbenih brigada na ključne točke duž dolina Lašve, Kozice i Lepenice u središnjoj Bosni.
Listopada i studenoga 1992. izvjesno je bilo da su Muslimani držali tri velike tvornice oružja. Pod oružjem su imali do 70 tisuća ljudi u Sarajevskoj i Tuzlanskoj oblasti. General HV Antun Tus primijetio je to, izjavivši na televiziji i da mu je nejasno bošnjačko nepoduzimanje većih operacije, nego je sve spalo na HVO. Tusove tvrdnje poslije je potvrdio general Stipetić svjedočenjem da sa strane Tuzlanskog korpusa u to vrijeme nisu ništa reagirali, premda je dogovorio s njima oslobodilačku operaciju gdje bi HV napravio mostobran i pošao ka Tuzli, a s tuzlanske strane trebao je poći napad na VRS koji uopće nije poduzet pa je prekinuo već započetu operaciju. Bošnjaci su masovno napuštali istočnu i središnju Bosnu. Kod Hrvata je to izazivalo srdžbu, jer je sav teret obrane pao na Hrvate, dok su bošnjački vojno sposobni muškarci odlazili dalje. Zbog toga je nakon nakon izvjesnog vremena napravljen filter gdje su propuštali dalje samo žene i djecu, a vojno sposobne muškarce zadržavali u detencijskim centrima. 
Dana 17. prosinca 1992. Narodna skupština Republike Srpske donijela je Deklaraciju o završetku rata u kojoj "zaključuje da je etničko-vjerski rat u bivšoj BiH za Republiku Srpsku završen i da je srpski narod obranio svoju samostalnu i suverenu državu – Republiku Srpsku". Susret s Karadžićem 15. siječnja 1993. pokazao je dublje razloge srpske odluke. Događaj je evidentni nastavak politike. Godinu i pol prije, prije osamostaljenja Hrvatske i Slovenije, 17. svibnja 1991. godine sastali su se srpsko i muslimansko vodstvo u BiH. Alija Izetbegović je ponudio Radovanu Karadžiću podjelu BiH na tom sastanku. Dva dana zatim Karadžić je izvijestio Slobodana Miloševića o prijedlogu.
Nerazumna agresivna politika vodstva ABiH ne može se ničim objasniti. S obzirom na situaciju na terenu, nije bilo nikakva razloga za napad. Hrvati su primili muslimanske izbjeglice, olakšavši muslimanskoj vojsci borbe protiv Srba bez straha za odmazdu nad njihovim obiteljima. Namjesto koncentriranja snaga ABiH za koncentrirani napad prema Donjem Vakufu, gdje je bojišnica prema agresorskoj Republici Srpskoj bila tek nekih desetak kilometara, ABiH je potrošila i raspršila snage za stvaranje nove, dotad nepostojeće crte bojišnice prema Hrvatima duge preko pedeset kilometara. Nepotrebni rat samo je zamorio dva dotadašnja saveznika i dao tako potrebni predah srpskom agresoru. 
Siječnja 1993. sročen je nelogični Vance-Owenov plan koji je honorirao agresiju, nacionalnu većinu jednog naroda stavio u većinsku jedinicu drugog naroda i obrnuto. Premda se nagađa da je sastavljen da bi izazvao sukobe,  kod ljudi dobre namjere to se ne bi dogodilo i nikakve podvale ne bi ih zavadile.
Muslimani su se u međuvremenu naoružali, i to u dobroj mjeri uz pomoć Hrvata. Napad na Uskoplje je bio radi dobivanja vremena da središnju Bosnu riješe vojnički da bi buduća provincija 10 za njih bila prihvatljivija, što je kako je sada već sasvim sigurno – bez Hrvata u njoj. Međunarodna zajednica blagonaklono je gledala na ofenzivu ABiH na Hrvate središnje Bosne. To potvrđuje i potpuno pasivna promatračka uloga UNPROFOR-a koji se u potpunosti držao po strani sve dok poraz ABiH u ovoj agresiji nije bio sasvim izvjestan,  pa je poduzeo akcije kojom je spašavao vojske Muslimana u situacijama kad su trebali biti vojno potučeni na terenu.
Po Hrvate je u Srednoj Bosni spasonosna je bila organiziranost i ratno iskustvo, no to nije uspjelo u Travniku, zbog prevelike koncentracije domicilnih Muslimana u gradu, izbjeglih i prokrijumčarenih vojno sposobnih osoba u Travnik i okolicu. Vance-Owenov plan Hrvatima je dodijelio ovaj kraj. Na štetu Hrvata, takva odluka nije se očigledno dopala onima koji su se držali lukavo po strani uz filozofiju da ovo nije njihov rat ostavivši Srbima, bez ikakva otpora, brojna mjesta u kojima su bili prirodna većina. Umjesto razmišljanja o suživotu kao izbjeglica, obrani prostora saveznika koji im je pružio utočište i planiranja kako se vratiti u svoj kraj, isplanirali su kako propust nebranjenjem svog kraja namire na račun Hrvata na ovim prostorima.
U siječnju 1993. ABiH poduzela je probnu ofenzivu na Uskoplje. Bošnjački mediji podjarivali su atmosferu. Stvarali su negativni naboj radi obračuna s novim "agresorom" HVO-om u Lašvanskoj regiji i Uskoplju. Plasirali su lažne vijesti o boravku 115. brigade HV i VP HV u OZ SB. U siječnju su poduzeli napad na Uskoplje, radi čega su dovukli snage s bojišta okrenutih prema četnicima, s Visokog, Ilijaša, Maglaja i Zavidovića. Tzv. Zelena legija dobila je zadaću likvidirati kadrove HVO i izvršiti atentat na g. Ignjaca i zapovjednika OZ Srednja Bosna. Znali su da je elitna brigada HVO A.B. Bušić na bojišnici prema četnicima, što ABIH olakšava posao osvajanja, potpunog poražavanja i razbijanja snaga HVO u Uskoplju. Plasirali su svojem kadru lažnu vijest o navodnom planu HVO djelovanja prema ABIH, gdje je "prva faza Uskoplje i Bugojno, druga N. Travnik i Travnik" i da će taj zemljovid poslati u Ženevu. Slijed događaja bio je da se radilo o planu djelovanja ABIH.
Pored pokušaja da se dođe do primirja sukob se još više rasplamsava, u Bugojnu i drugim gradovima i po selima muslimanski vojnici se otvoreno ukopavaju i u HVO-u shvaćaju da ovo nije nikakvi izolirani izgred, nego uvod u pravi rat. Glavni stožer OZSB-a zbog toga naređuje 16. siječnja svim postrojbama podići borbenu spremnost na najvišu razinu, uključujući i zabranu svih dopusta, prikupljanje i raspoređivanje privatnog oružja, razoružavanje i izolaciju Muslimana u redovi¬ma HVO-a u slučaju neposluha i jačanje sigurnosnih mjera u pojedinim hrvatskim selima unutar Operativne zone. Podmukao, neočekivan napad ABiH je unio prvu pomutnju u redove HVO, ali pribrali su se i zadržali ili vratili izgubljene položaje.
ABiH je plan o protjerivanju Hrvata iz središnje Bosne nastavila 19. siječnja, kad su dijelovi Trećega korpusa postavili nadzornu točku kod Kaćuna, na cesti Busovača - Kiseljak. Ne uspjevši poraziti Hrvate kod Uskoplja pregrupira snage uz dodatnu mobilizaciju 3. korpusa u Zenici, regrutiravši čak i 16-godišnjake, koja je činila ogromnu brojčanu prevagu na strani Muslimana. Budući da su ocijenili da definitivno ne mogu preko Makljena i Rame spojiti snage Trećeg i Četvrtog korpusa ABiH, prešli su na pričuvni plan B. Plan B je bio udar na prostor u središnjoj Bosni kojeg Hrvati najteže mogu obraniti. To je prostor na spoju čak 5 općina - Busovača, Kakanj, Visoko, Kiseljak i Fojnica, „najslabija karika“ u hrvatskoj obrani ovdje je i raskrižje putova, strateško raskrižje kojim se ne samo kontroliraju važne prometnice nego se njegovim stavljanjem pod kontrolu razdvajaju hrvatski prostori u dolini Lašve i onaj u dolini Lepenice. Razdvojene postrojbe HVO-a na taj način znatno gube snagu u zajedničkom djelovanju i prednosti središnjeg zapovijedanja i vođenja oružane borbe.
Očigledno po dobro pripremljenom scenariju, jednako iznenađujuće, ABiH tjedan poslije početka napada na Uskoplje, 19. siječnja s istog prostora ABiH napada Kaćune između Busovače i Kiseljaka te otvara novi front te su svi dogovori kod Uskoplja s muslimanske snage ispali obična farsa jer ovdje moraju zapriječiti svaki prolaz prema Novom Travniku, Travniku i dalje u unutrašnjost. U susjednoj općini Busovača istog dana pripadnici ABiH masakrirali su pet hrvatski staraca u selu Gusti Grab. Snage 310. brdsko-planinske brigade Fojnica pod zapovjedništvom Nihada Kamenjaša, jačine bataljuna bile su u pričuvi i uglavnom osiguravale logističku potporu na pravcu Uskoplje/Jablanica/-Fojnica-Kaćuni-Zenica i bile u spremnosti za interveniranje u rajonu Kaćuni. Iznenadni napad kod Uskoplja pratio je napad na putni pravac Busovača – Kiseljak kada su kod Kaćuna odsjekli postrojbe HVO-a u dvije enklave s ciljem da umanje njihovu obrambenu sposobnost a onda ih i konačno poraze, te još više ostave Bugojno i Travnik odsječenima.
Sastanak predstavnika HVO i ABiH na kojemu je dogovoreno zadržavanje dostignutih crta, otvaranje vatre u slučaju napada druge strane te da se svaki pokret neutralizira vatrom dogovoren je 21. siječnja. ABiH se nije držala dogovora. Usprsko zabilježenim ogromnim gubitcima ABiH nastavlja borbena djelovanja. Dana
22. siječnja napala je ABiH Fojnicu, s druge strane Vranice. U stožeru Operativne zone HVO Središnja Bosna, kojom zapovijeda pukovnik Tihomir Blaškić, jednako su iznenađeni razvojem događaja ali i odlučni da se obrane.
Dana 22. siječnja 1993. ministar obrane BiH Božo Rajić nadobudno, kako se poslije pokazalo, izjavio Hrvatskoj televiziji da su sukobi između postrojbi HVO i Armije BiH oko Uskoplja uglavnom privedeni kraju. Hrvati su tad naivno vjerovali vodstvu bošnjačkog saveznika. U priopćenju Odjela unutarnjih poslova HVO Herceg-Bosne najavili su da će dosljedno ustrajati na kadrovskom popunjavanju službi pripadnicima muslimanskog i hrvatskog naroda, a na zagrebačkoj konferenciji za tisak Mate Bobana i Mile Akmadžića rečeno je da bosansku državu tek treba stvoriti.
Dana 23. siječnja načelniku GS HVO Mostar upućuju izvanredno izvješće s novim saznanjima oko događaja u Uskoplju iz kojeg se vidi da raspolažu informacijama da je sve isplanirano u stožeru ABiH u Sarajevu i na Igmanu a operativno je razrađeno u Zenici od Envera Hadžihasanovića, Vehbije Karića i Refika Lende. Naglašava se da je podmukli plan usmjeren prema Ženevi s ciljem da se optuže Hrvati i HVO. Zbog toga Alija Izetbegović i nije potpisao Vance-Owenov plan očekujući promjene stanja na terenu. GS HVO Mostar su iz HVO Srednje Bosne upozorili na pregrupiranje i popunu postrojbi kod srpskih snaga „koji samo čekaju napadno djelovanje muslimanskih snaga, pa da uzmu ono što su zacrtali“. 
Sukobi se nastavljaju, broj poginulih svakim danom se uvećava. Primirja se potpisuju ali mira nigdje.
Kako ni i u dolinama Lašve, Kozice i Lepenice, kod Busovače i Kiseljaka ABiH ne uspijeva ostvariti planirani cilj – iznenadnim udarom poraziti Hrvate pred konačne političke dogovore u Ženevi, primirje se od 26. siječnja počinje poštovati a dio dogovora počeo se ostvarivati. Prva navala ABiH na Uskoplje završila je tog dana.  Charles R. Shrader u svojoj knjizi Muslimansko-hrvatski građanski rat u srednjoj Bosni, ovu ofenzivu ABiH naziva probnom, sračunatom s ciljem da se testira snaga i odlučnost HVO-a. Novi dokazi, koji su se pojavili sedam godina nakon njegove analize, govore da je ovo bio stvarni početak rata između dojučerašnjih saveznika.
Nakon neuspjeha ofenzive na Uskoplje, ključnu točku za nadzor srednje Bosne, ABiH prebacila je postrojbe na drugu lokaciju i napala Busovaču i Kiseljak 25. siječnja. Dan poslije potpisala je primirje. Nakon siječanjskih borbi u četiri sela koje je napao HVO nije više bilo sukoba sve do travnja.

### Srpska uloga u siječanjskoj ofanzivi ABiH
Tijekom siječnja 1993. Srbi stalno napadaju na travničkom bojištu, kao i na bugojanskom, uskopaljskom, novotravničkom te novo-šeherskom. Srbi gađaju civilne ciljeve u Travniku, Maglaju i Novom Šeheru... Za Travnik su najteži dani bili 9. i 21. siječnja. Zanimljivo je dnevno obavještajno izvješće VOS HVO broj 158 od 31. siječnja. U njemu stoji da ABiH u selu Batuša u uskopaljskoj općini ima u sastavu dvojicu četnika iz Jajca koji su glavni egzekutori kažnjavanja Hrvata i svjesno otežavaju odnose Hrvata i Muslimana. Muslimanska propaganda sve do današnjih dana bavi se isključivo ratnom suradnjom Hrvata i Srba, optužujući Hrvate za tobožnju izdaju Jajca, upravo iz tog grada svjesno su infiltrirane brojne srpske snage u ABiH u suradnji s KOS-om u njenim redovima. Koristeći pomutnju u odlasku iz tog grada u siječanjskim i kasnijim događajima na prostorima središnje Bosne odigrali su svoju prljavu ulogu.
Nakon neuspjeha kod Uskoplja, bošnjačko vodstvo je preusmjerilo resurse prema susjednim hrvatskim krajevima Srednje Bosne. Napadno djelovanje ABiH trajalo je neprekidno 10 dana i noći. I pored toga upornom obranom Hrvati Busovače su uspjeli u najvećem dijelu sačuvati pradjedovska ognjišta od bošnjačke agresije. Naknadno je otkriveno da je cilj ABiH bio zauzeti Busovaču i spojiti se sa snagama iz Visokog, te produžiti borbenim djelovanjima prema Kiseljaku i Kreševu. Nakon toga je 305. brigada trebala ovladati Fojnicom a ostatak Hrvata središnje Bosne iz Viteza, Novog Travnika i Travnika, prema tim pretpostavkama, predao bi se i sam. Poslije toga je nestrpljivom Aliji u Ženevu trebalo poslati nove mape kao prilog za korigirani Vance-Owenov plan. Uspjeh hrvatske obrane u Uskoplju, Kiseljači, Busovači i drugdje na tom potezu natjeralo je bošnjačkog agresora da ustukne. Zapovjedništvo 3. korpusa ABiH suočilo se s ogromnim gubitcima u vlastitim redovima. Procjene idu dotle da je ABiH u siječanjskom ratu od Uskoplja do Kiseljaka izgubila između tri i pet tisuća vojnika. Pritisnuta ratnim neuspjehom, krajem siječnja donijela je zapovijed o prekidu borbi i pregovorima s HVO praktično priznajući privremeni poraz ideje o zauzimanju središnje Bosne i protjerivanju Hrvata s ovih prostora. Tome je doprinijela i snažna diplomatska ofenziva Zagreba. Izvjesno je da je netko za ovu akciju Bošnjacima-Muslimanima dao rok do kojeg smiju pokušati obaviti prljavu osvajačku akciju. Neuspjehom u akciji koja se rastegnula cijeli mjesec, premda su imali element iznenađenja napadom na saveznika koji je imao puno povjerenje u njih, premda su imali brojčanu nadmoć, izoliranost protivnika, logističku ograničenost protivnika, vojne tvornice pod svojim nadzorom, diskretnu terensku pomoć tobože neutralnog unprofora i promatrača, potporu trećeg ratnog protivnika - Srba s kojima su očigledno bili u dogovoru (nenapadanje nezaštićenih položaja, topnička potpora, prodaja streljiva), diplomatsku potporu, potporu međunarodnih medija, nisu uspjeli.
Oporavljajući se od ogromnih gubitaka, sigurno najvećih u cijelom ratu od 1992. – 1995., ABiH će se spremati za sljedeću priliku. Neće to biti protiv srpskih snaga jer je registriran prestanak njihovih međusobnih sukoba i povlačenja snaga ABiH s visočkog, maglajskog, zavidovićkog i ilijaškog ratišta, što je potvrdilo sumnje na srpsko-muslimanski dogovor.
Travnja 1993. sa svojim zemljakom iz Sandžaka Ejupom Ganićem, sutvorac projekta istjerivanja Hrvata nazočio je na sastanku održanom u prostorijama Željezare Zenica. Od Envera Hadžihasanovića i vrha III. korpusa Armije BiH zatražio je neodgodivi napad na HVO, što je i bilo.

## Čarke u travnju
Dana 8. travnja muslimanske snage napravile su Pokolj u Maljinama i pobile 30 zarobljenih pripadnika HVO i hrvatskih civila. U travnju su polovicom mjeseca bili kratki sukobi Hrvata i Muslimana. Mjesto sukoba bio je Travnik zbog sproa o hrvatskoj zastavi izvjšenoj na Uskrs u Travniku. 16. travnja dio postrojbe vojne policije HVO poslan je u pomoć Vitezu. Potpisano je kratkotrajno primirje u Lašvanskoj dolini. 18. travnja Mate Boban i Alija Izetbegović su potpisali sporazum u kojem su pozvali na prekid borbi, valjanu skrb za ranjenike i razmjenu uhićenih i zatočenih. 20. travnja stožer Travničke brigade HVO izvijestio je da im Muslimani prisluškuju veze. U središtu Travnika muslimanske postrojbe masovno su uhićivali, od vojarne pa do ulaza u grad iz pravca Viteza. 110 ranjenih vojnika HVO izbacile su muslimanske snage iz travničke bolnice pa je HVO morao napraviti improviziranu bolnicu u crkvi u Novoj Bili. 24./25. travnja mudžahedini upali u susjedno selo Miletiće, naseljeno Hrvatima, ubili i izmasakrirali pet civila, i odveli 60 civila, uglavnom staraca, djece i bolesnika, a malodobne muškarce zlostavljali po podrumima. Usprkos takvim nemilim događajima, žestokim borbama u susjednim općinama, situacija je ostala mirna. U svibnju su zastale borbe, bilo je tek par kratkih i malih okršaja s malobrojnim poginulima, jer su muslimansko-bošnjački agresori zalječivali ratne gubitke i pripremali se za novi ciklus napada. Pukovnik Blaškić primijetio je da se MOS (muslimanske snage) grupiraju po Srednoj Bosni, ali ne na bojišnicama prema Srbima, u Zenici četiri brigade ABiH, MOS, Zelena legija i Patriotska liga, u Novom Travniku 308. brdsko-planinska brigada, trista mudžahedina na Ravnom Rostovu, 333. brigada u Kaćunima, 325. u Vitezu, a u samom Travniku 17. krajiška brdsko-planinska brigada.

## Napad
Tijekom svih borbi, muslimansko vodstvo organiziralo je dovođenje postrojba u područje Travnika autobusima, pravcima da ih ne bi uočili promatrači HVO-a. Kad su ih i uočili, tvrdili su da su to zamjenske snage, no primijećeno je da autobusi odlaze prazni. MOS je skrivao postrojbe po muslimanskim selima ili u malim skupinama u kućama po hrvatskim selima. U travnju je broj došao do osam do deset tisuća ljudi. Zapovijedao im je Mehmed Alagić. Postrojbe su nosile naziv Operativne grupa Bosanska krajina Trećeg korpusa ABiH, poslije preimenovana u 7. korpus. Početkom travnja dovukli su Muslimani još snaga. Pred agresiju na Hrvate, 5. lipnja, dovukli su još osamsto vojnika.
Cijelo to vrijeme, hrvatske snage bile su razvučene na crtama prema Srbima, držeći dvije trećine bojišnice, premda ih je bilo višestruko manje od Muslimana. ABiH je kontrolirala Travnik, a HVO je u Travniku imao stožer i još nekoliko lokacija. 6. lipnja zapovjednik 3. korpusa ABiH Enver Hadžihasanović izjavio je unproforovom zapovjedniku da im je građanski rat i vojno djelovanje jedino rješenje. Napad je uslijedio istog dana. HVO je bio brojčano inferioran. Nije mogao upustiti se u borbe branjenja od kuće do kuće. Nije bilo mogućnosti dovođenja pojačanja, pomoći ni opskrbe. Borbe su trajale nekoliko dana. Zapovjedno mjesto HVO-a Zvijezda u Travniku okružio je muslimanski MUP. Ostale brigade napale su ka Gučoj Gori, Pokrajčićima i u pozadinu HVO-u koji je držao položaje ka Srbima. Žestoki napad bio je 8. lipnja. Izginulo je 24 vojnika HVO i 68 hrvatskih civila. Morao se HVO predati ili je potisnut preko crte razgraničenja sa Srbima. One koji su probili se kroz srpske crte pratila je kolona hrvatskih civila. Muslimanske snage taj su dan počinile masovne ratne zločine u Čuklama (21 osoba) i Krpeljićima (7 osoba). 10. lipnja zapovijeđeno je muslimanskim postrojbama zaustavljanje napredovanja. 
Tog 8. lipnja iz muslimanske postrojbe protjerale su dvadeset tisuća Hrvata.
Kolona hrvatskih izbjeglica 10. i 11. lipnja srela se slučajno na putu s humanitarnim konvojem Konvoj radosti i opljačkala ga. Unproforci su jednom reagirali kad su na nj krenuli vojnici HVO, a drugi put zaustavila je konvoj prepreka od mnoštvo hrvatskih žena i djece. Zapadni neobjektivni mediji odavde su prenosili mahom muslimanske vijesti i držali stavove svojih vlada nesklonih Hrvatima. Zlobno su izvijestili da je ovo hrvatska osveta za gubitak Travnika, premda je pljačka bila spontana, slučajna, posljedica frustiranih gnjevnih netom prognanih Hrvata.
Nakon što su potpuno uklonili HVO iz Travnika i crta razgraničenja sa Srbima, krenuli su čistiti hrvatska sela. Sustavno su očistili 32 hrvatska sela sjeverno od Travnika. 
Osvajači su oskrvnuli hrvatske sakralne objekte. Do 14. lipnja kontrolirali su prometnicu od Zenice do Travnika preko Guče Gore. Prijetila je velika tragedija, jer su muslimanske postrojbe pucale po hrvatskim civilima koje su trčale ka šumi. 180 civila se skrilo u samostan. Britanski unproforci spasili su da muslimansko-bošnjački agresori ne naprave veće zlo, pa su spasili Hrvate iz samostana.

### Srpska uloga
Na prostoru Galice na Vlašiću gdje su srpske snage počinile ratni zločin nad zarobljenim vojnicima HVO-a 15. svibnja 1992., poslije je bio punkt gdje se srpskim naoružanjem i streljivom za petrodolare opskrbljivala ABiH. Nakon lipnja 1993. i opće agresije ABiH na hrvatske prostore središnje Bosne Galica je zašutjela i s nje više ni puščano zrno nije ispaljeno.

## Posljedice
Dana 16. lipnja 1993. Ured obrane HVO-a Uskoplja je zbog učestalih napada muslimanskih snaga na području HZ Herceg-Bosne izdao proglas o općoj javnoj mobilizaciji.
Kroz 22 logora pod muslimanskobošnjačkom upreavom prošlo je 1759 hrvatska zarobljenika, u borbama poginulo 572 vojnika HVO-a, a ubijeno je 114 civila, do temelja su spaljena 32 hrvatska sela. Radi skrivanja nedjela, dva nakon pada Travnika zabranio je Enver Hadžihasanović ulazak međunarodnim organizacijama i kamerama u 32 spaljena travnička hrvatska sela. Osim što su ubili hrvatske civile, ubili su i srpske civile. Srbi koji su ostali predali su oružje HVO-u, i izjavili lojalnost HVO-u. Radi razmjene za zarobljena četiri pripadnika jednice El Mudžahid, egipatski mudžahedin je skupinu travničkih civila i odveo ih u mudžahedinski kamp u selo Orašac gdje ih je mučio, zlostavljao i nanosio teške fizičke ozljede. Popis osoba koje trebaju oteti dobio je od Halida Genjca, tadašnjeg predsjednika travničkog odbora SDA.
Borbe i pad Travnika bili su najgori dan za Hrvate Središnje Bosne od kako su sukobi uopće trajali, kako proizlazi iz dokumenata Operativne zone HVO-a Središnja Bosna. Zapovjednik viteške brigade HVO-a Mario Čerkez apelirao je da je „Travnik bosanski Vukovar“, a stožer HVO-a, intelektualci Središnje Bosne, Katolička crkva, poslali su u tri dana više od 50 apela, molbi i poziva za pomoć Središnjoj Bosni.

## Vanjske poveznice
- Slobodna Dalmacija Ivica Mlivončić: Zločini Armije BiH nad Hrvatima (5), Kobni lipanj za Travničane, 12. svibnja 2000.
- HBŽ vijesti Kako je Travnik postao bosanski Vukovar: Protjerano je gotovo 20 tisuća Hrvata, ubijeno 118 civila, a u obrani grada poginula su 572 branitelja , 1. lipnja 2018.